# Hincksina sceletos
Hincksina sceletos är en mossdjursart som först beskrevs av Busk 1858.  Hincksina sceletos ingår i släktet Hincksina och familjen Flustridae. Inga underarter finns listade i Catalogue of Life.